# Österreichische Fußballmeisterschaft 1930/31
Die Österreichische Fußballmeisterschaft 1930/31 wurde vom  Wiener Fußball-Verband ausgerichtet und von dessen Mitgliedern bestritten. Als Unterbau zur I. Liga diente die eingleisig geführte II. Liga. Diese Ligen waren nur für professionelle Fußballvereine zugänglich. Zudem wurden von weiteren Bundeslandverbänden Landesmeisterschaften in unterschiedlichen Modi auf Amateur-Basis ausgerichtet. Die jeweiligen Amateur-Landesmeister spielten anschließend bei der Amateurmeisterschaft ebenfalls einen Meister aus.

## I. Liga

### Allgemeines
Die Meisterschaft in der I. Liga wurde mit 11 Mannschaften bestritten, die während des gesamten Spieljahres je zwei Mal aufeinander trafen. Österreichischer Fußballmeister wurde die Vienna, die ihren ersten Meistertitel gewann und sich so für den Mitropapokal 1931 qualifizierte. Teilnahmeberechtigt war weiters der ÖFB-Cupsieger WAC. In dieser Saison konnten alle Vereine in der I. Liga verbleiben, da selbige im nächsten Jahr auf 12 Mannschaften aufgestockt wurde.

### Abschlusstabelle
| Pl. | Verein               | Sp. | S  | U | N  | Tore    | Diff. | Punkte |
| --- | -------------------- | --- | -- | - | -- | ------- | ----- | ------ |
| 1.  | First Vienna FC 1894 | 18  | 12 | 5 | 1  | 053:250 | +28   | 29     |
| 2.  | SK Admira Wien       | 18  | 12 | 3 | 3  | 068:370 | +31   | 27     |
| 3.  | SK Rapid Wien (M)    | 18  | 12 | 2 | 4  | 064:330 | +31   | 26     |
| 4.  | FK Austria Wien      | 18  | 9  | 1 | 8  | 051:400 | +11   | 19     |
| 5.  | SC Nicholson Wien    | 18  | 7  | 3 | 8  | 038:380 | ±0    | 17     |
| 6.  | SC Wacker Wien       | 18  | 5  | 6 | 7  | 037:510 | −14   | 16     |
| 7.  | Wiener AC (C)        | 18  | 6  | 3 | 9  | 044:470 | −3    | 15     |
| 8.  | Wiener Sport-Club    | 18  | 6  | 0 | 12 | 048:650 | −17   | 12     |
| 9.  | Floridsdorfer AC     | 18  | 4  | 4 | 10 | 031:590 | −28   | 12     |
| 10. | SK Slovan Wien       | 18  | 1  | 5 | 12 | 021:600 | −39   | 07     |

### Torschützenliste
|    | Tore    | Spieler             | Verein               |
| -- | ------- | ------------------- | -------------------- |
| 1  | 25 Tore | Anton Schall        | SK Admira Wien       |
| 2. | 18 Tore | Heinrich Hiltl      | Wiener AC            |
| 3. | 16 Tore | Franz Weselik       | SK Rapid Wien        |
| 4. | 14 Tore | Friedrich Gschweidl | First Vienna FC 1894 |
|    |         | Matthias Kaburek    | SK Rapid Wien        |
|    |         | Ignaz Sigl          | SK Admira Wien       |
|    |         | Matthias Sindelar   | FK Austria Wien      |

siehe auch Die besten Torschützen

### Die Meistermannschaft der Vienna
Karl Horeschofsky (18) – Karl Rainer (18/1), Josef Blum (18/4) – Otto Kaller (18), Leopold Hofmann (16), Willibald Schmaus (14/1), Pramer (1) – Anton Brosenbauer (9/1), Josef Adelbrecht (14/10), Friedrich Gschweidl (18/14), Leonhard Machu (9/3), Leopold Marat (17/4), Gustav Tögel (15/13), Franz Erdl (9/2), Leopold Giebisch (1), Karl Gerhold (1), Johann Penzinger (2) – Trainer: Ferdinand Frithum

## II. Liga

### Allgemeines
In der II. Liga spielten insgesamt 15 Mannschaften um den Aufstieg in die I. Liga, die während des gesamten Spieljahres je zweimal aufeinander trafen. Die beiden Tabellenersten Brigittenauer AC und SC Hakoah Wien konnten in die I. Liga aufsteigen. Die beiden Letzten in der Tabelle, SC Moravia und SC Altmannsdorf, mussten den Gang in die dritte Liga antreten. In die II. Ligen stiegen derweil der SC Neubau, der SV Ostmark Wien, der Donaustädter AC und der SK Hasmonea Wien auf.

### Abschlusstabelle
| Pl. | Verein                       | Sp. | S  | U  | N  | Tore    | Diff. | Punkte |
| --- | ---------------------------- | --- | -- | -- | -- | ------- | ----- | ------ |
| 1.  | Brigittenauer AC             | 28  | 26 | 2  | 0  | 127:260 | +101  | 54     |
| 2.  | SC Hakoah Wien               | 28  | 23 | 2  | 3  | 097:300 | +67   | 48     |
| 3.  | 1. Simmeringer SC            | 28  | 13 | 10 | 5  | 090:680 | +22   | 36     |
| 4.  | SC Viktoria XXI              | 28  | 16 | 4  | 8  | 076:600 | +16   | 36     |
| 5.  | SC Libertas Wien             | 28  | 13 | 6  | 9  | 084:540 | +30   | 32     |
| 6.  | ASV Hertha Wien              | 28  | 12 | 5  | 11 | 044:510 | −7    | 29     |
| 7.  | 1. Favoritner FC Vorwärts 06 | 28  | 10 | 7  | 11 | 054:720 | −18   | 27     |
| 8.  | SV Donau Wien                | 28  | 10 | 5  | 13 | 057:670 | −10   | 25     |
| 9.  | Gersthofer SV                | 28  | 10 | 4  | 14 | 057:590 | −2    | 24     |
| 10. | SC Weiße Elf Wien            | 28  | 8  | 4  | 16 | 056:770 | −21   | 20     |
| 11. | SC Bewegung XX               | 28  | 8  | 4  | 16 | 053:620 | −9    | 20     |
| 12. | SC Frem Wien                 | 28  | 6  | 5  | 17 | 054:720 | −18   | 17     |
| 13. | SC Neubau                    | 28  | 6  | 5  | 17 | 052:810 | −29   | 17     |
| 14. | SC Moravia Wien              | 28  | 4  | 6  | 18 | 045:880 | −43   | 14     |
| 15. | SC Altmannsdorf              | 28  | 2  | 3  | 23 | 028:117 | −89   | 07     |

## VAFÖ-Liga

### Allgemeines
Die Meisterschaft der Freien Vereinigung der Amateur-Fußballvereine Österreichs wurde von 12 Mannschaften in der VAFÖ-Liga bestritten, die während des gesamten Spieljahres je zwei Mal aufeinander trafen. Die wohl größte Überraschung lieferte Aufsteiger Gaswerk, die die Konkurrenz überlegen gewann. Ein 7:1 über Humanitas am vorletzten Spieltag brachte die Entscheidung. Die letzten beiden in der Meisterschaft, Straßenbahn und Humanitas, stiegen in die Erste Klasse ab und wurden von den Erstligameistern SKV Feuerwehr Wien (Nord) und den Postlern vom Amateursportverein Wien (Süd) ersetzt.

### Abschlusstabelle
| Pl. | Verein                   | Sp. | Punkte |
| --- | ------------------------ | --- | ------ |
| 01. | SC Gaswerk Wien (A)      | 22  | 37     |
| 02. | Phönix Schwechat         | 22  | 32     |
| 03. | SC Nord-Wien 1912        | 22  | 26     |
| 04. | SpC Rudolfshügel         | 22  | 26     |
| 05. | SPC Helfort Wien (M)     | 22  | 23     |
| 06. | FS Elektra Wien          | 22  | 22     |
| 07. | FC Altmannsdorf-Meidling | 22  | 20     |
| 08. | SC Red Star Wien         | 22  | 19     |
| 09. | SC E-Werk Wien           | 22  | 19     |
| 10. | FC Floridsdorf           | 22  | 15     |
| 11. | KSV Straßenbahn Wien     | 22  | 13     |
| 12. | Humanitas Wien           | 22  | 12     |

## Amateurmeisterschaft

### Spielergebnisse
| Viertelfinale      | Viertelfinale | Viertelfinale      | Viertelfinale | Viertelfinale |
| ------------------ | ------------- | ------------------ | ------------- | ------------- |
| Austria Klagenfurt | 2:0           | Kremser SC         | 2:0           | 0:0           |
| Grazer AK          | 11:20         | ASV Oberwart       | 7:1           | 4:1           |
| Innsbrucker AC     | 2:7           | Salzburger AK 1914 | 1:3           | 1:4           |
| FC Lustenau 07     | 4:7           | Linzer ASK         | 2:2           | 2:5           |
| Halbfinale         |               |                    |               |               |
| Austria Klagenfurt | 02:10         | Grazer AK          | 2:7           | w/o           |
| Salzburger AK 1914 | 2:3           | Linzer ASK         | 1:1           | 1:2           |
| Finale             |               |                    |               |               |
| Grazer AK          | 2:3           | Linzer ASK         | 1:1           | 1:2           |

### Finaldaten
Hinspiel
| Grazer AK – Linzer ASK 1:1 | Grazer AK – Linzer ASK 1:1 |
| -------------------------- | --- |
| Tore                       | Graz: Wilhelm Reiter; Linz: Josef Weiss |
| GAK                        | Franz Nemschak; Franz Frisch, Othmar Wicher, Karl Lube, Adolf Pohan, Otto Kovar, Otto Gaber, Josef Ptacek, Wilhelm Reiter, Anton Heubrandner, Adamek      |
| LASK                       | Franz Hörschläger; Leo Schaffelhofer, Oder, Adi Winkler, Rudolf Mayrhofer, Walter Ruß, Johann Gurtner, August Jordan, Josef Weiss, Watzke, Johann Doppler |

Rückspiel
| Linzer ASK – Grazer AK 2:1 | Linzer ASK – Grazer AK 2:1 |
| -------------------------- | --- |
| Tore                       | Linz: Josef Weiss, Watzke; Graz: Karl Fiedler |
| LASK                       | Franz Hörschläger; Leo Schaffelhofer, Oder, Adi Winkler, Rudolf Mayrhofer, Walter Ruß, Pfatschbacher, Johann Gurtner, Josef Weiss, Watzke, Johann Doppler  |
| GAK                        | Franz Nemschak; Franz Frisch, Othmar Wicher, Karl Lube, Adolf Pohan, Otto Kovar, Otto Gaber, Josef Ptacek, Wilhelm Reiter, Anton Heubrandner, Karl Fiedler |

## Landesligen

### Niederösterreich
Die Meisterschaft der Niederösterreichischen Landesklasse gewann erstmals der ASK Erlaa.

### Oberösterreich
Abschlusstabelle
| Pl. | Verein            | Sp. | S  | U | N  | Tore    | Diff. | Punkte |
| --- | ----------------- | --- | -- | - | -- | ------- | ----- | ------ |
| 1.  | Linzer ASK        | 14  | 12 | 1 | 1  | 078:190 | +59   | 25     |
| 2.  | SV Urfahr Linz    | 14  | 9  | 1 | 4  | 045:280 | +17   | 19     |
| 3.  | Welser SC         | 14  | 7  | 2 | 5  | 042:440 | −2    | 16     |
| 4.  | Germania Linz     | 14  | 6  | 3 | 5  | 032:350 | −3    | 15     |
| 5.  | SC Hertha Wels    | 14  | 5  | 2 | 7  | 031:430 | −12   | 12     |
| 6.  | SK Amateure Steyr | 14  | 5  | 1 | 8  | 032:460 | −14   | 11     |
| 7.  | Sportfreunde Wels | 14  | 3  | 4 | 7  | 040:460 | −6    | 10     |
| 8.  | SV Gmunden        | 14  | 1  | 2 | 11 | 015:540 | −39   | 04     |

### Salzburg
Abschlusstabelle
| Pl. | Verein                | Sp. | S | U | N | Tore    | Diff. | Punkte |
| --- | --------------------- | --- | - | - | - | ------- | ----- | ------ |
| 1.  | Salzburger AK 1914    | 4   | 4 | 0 | 0 | 017:100 | +16   | 08     |
| 2.  | FC Hertha Salzburg    | 4   | 1 | 1 | 2 | 006:140 | −8    | 03     |
| 3.  | 1. Salzburger SK 1919 | 4   | 0 | 1 | 3 | 004:120 | −8    | 01     |

### Steiermark
Abschlusstabelle
| Pl. | Verein                   | Sp. | S  | U | N  | Tore    | Diff. | Punkte |
| --- | ------------------------ | --- | -- | - | -- | ------- | ----- | ------ |
| 1.  | Grazer AK                | 12  | 9  | 2 | 1  | 043:160 | +27   | 20     |
| 2.  | SK Sturm Graz            | 12  | 10 | 0 | 2  | 044:220 | +22   | 20     |
| 3.  | Grazer SC                | 12  | 9  | 0 | 3  | 052:160 | +36   | 18     |
| 4.  | Kapfenberger SC          | 12  | 5  | 0 | 7  | 017:340 | −17   | 10     |
| 5.  | SKV Kastner & Öhler Graz | 12  | 3  | 2 | 7  | 025:400 | −15   | 08     |
| 6.  | Hakoah Graz              | 12  | 2  | 1 | 9  | 016:300 | −14   | 05     |
| 7.  | WSV Donawitz             | 12  | 1  | 1 | 10 | 024:630 | −39   | 03     |

### Tirol
Abschlusstabelle
| Pl. | Verein                  | Sp. | S  | U | N | Tore    | Diff. | Punkte |
| --- | ----------------------- | --- | -- | - | - | ------- | ----- | ------ |
| 1.  | Innsbrucker AC          | 12  | 10 | 1 | 1 | 044:150 | +29   | 21     |
| 2.  | FC Veldidena Innsbruck  | 12  | 7  | 1 | 4 | 031:230 | +8    | 15     |
| 3.  | FC Wacker Innsbruck     | 12  | 6  | 1 | 5 | 033:310 | +2    | 13     |
| 4.  | SV Hötting              | 12  | 6  | 0 | 6 | 041:260 | +15   | 12     |
| 5.  | SV Innsbruck            | 12  | 5  | 2 | 5 | 024:300 | −6    | 12     |
| 6.  | SC Lichtwerke Innsbruck | 12  | 2  | 2 | 8 | 013:320 | −19   | 06     |
| 7.  | SV Kufstein             | 12  | 2  | 1 | 9 | 009:380 | −29   | 05     |

### Vorarlberg
Abschlusstabelle
| Pl. | Verein                 | Sp. | S | U | N | Tore    | Diff. | Punkte |
| --- | ---------------------- | --- | - | - | - | ------- | ----- | ------ |
| 1.  | FC Lustenau 07         | 6   | 5 | 0 | 1 | 030:700 | +23   | 10     |
| 2.  | FA Turnerbund Lustenau | 6   | 5 | 0 | 1 | 020:800 | +12   | 10     |
| 3.  | FC Hag Lustenau        | 6   | 1 | 0 | 5 | 011:300 | −19   | 02     |
| 4.  | FC Dornbirn 1913       | 6   | 1 | 0 | 5 | 004:200 | −16   | 02     |